# IBM 5110
El Sistema de Computación IBM 5110 es el sucesor de la Computadora Portátil IBM 5100.
El IBM 5110 se anunció en enero de 1978 (poco más de 2 años después de la introducción del IBM 5100). Sus principales diferencias eran la compatibilidad con más dispositivos de E/S (unidades de disquete, IEEE-488, RS232, ...) y un conjunto de caracteres (EBCDIC) que era compatible con otras máquinas IBM. Estas mejoras lo hicieron parcialmente incompatible con el IBM 5100.

## Variantes
Se construyeron tres variantes del IBM 5110:
- IBM 5110 Modelo 1 (con una unidad de cinta QIC DC300 de 204 kB incorporada).
- IBM 5110 Modelo 2 (sin la unidad de cinta QIC).
- IBM 5110 Modelo 3 - también designado como IBM 5120 (con dos unidades de disquete de 8 pulgadas de 1,2 MB.

## Descripción
El 5110 presentaba la misma carcasa que el 5100 (aunque los colores eran diferentes), que contenía un procesador IBM PALM, un teclado y una pantalla de visualización de 1.024 caracteres. La memoria principal contenía 16, 32, 48 o 64 KiB de datos, según la unidad. Al ofrecer almacenamiento de cinta magnética o disquete, el Modelo 1 podía almacenar hasta 204.000 bytes de información por cartucho de cinta o 1,2 millones de bytes en un solo disquete; el Modelo 2 solo permitía el almacenamiento de disquetes. Se pueden conectar hasta dos unidades de disquete IBM 5114, cada una con un máximo de dos unidades de disquete, al 5110 para una capacidad total de disquete en línea de 4,8 millones de bytes. El IBM 5110 Modelo 3 permitía solo una unidad de disquete externa IBM 5114. IBM no ofreció una LAN o unidad de disco duro para estos sistemas. Sin embargo, en 1981 Hal Prewitt, fundador de Core International, Inc inventó y comercializó los primeros y únicos subsistemas de disco duro del mundo y "CoreNet", una LAN utilizada para compartir programas y datos para los sistemas IBM 5110 y 5120.
Una impresora IBM 5103 y una unidad de cinta auxiliar IBM 5106 externa (solo modelo 1) estaban disponibles como opciones de IBM.
Citando el fácil uso de su nuevo sistema, Jeff Grube, vicepresidente de Punxsutawney Electric Repair (que recibió el primer IBM 5110 el 2 de febrero de 1978), dijo: «Si puede escribir y usar una calculadora de mano, tiene todas las habilidades necesarias para operar un 5110».

## Lenguajes de programación
El 5110 estaba disponible con los lenguajes de programación APL o BASIC, o ambos. Las máquinas que admitían ambos lenguajes proporcionaron un interruptor de palanca en el panel frontal para seleccionarlo.
En 1984, Core International, Inc introdujo PC51, un software que permitía que los programas informáticos de la serie 5100 escritos en BASIC se ejecutaran sin modificaciones en los IBM PC y compatibles bajo PC DOS y compartir programas y datos en CoreNet, la LAN para todos estos modelos.

## Software 5110
El 5110, diseñado por el equipo de Global Software Development en IBM Rochester en Rochester, Minnesota, estaba dirigido al mercado comercial tradicional de GSD. La máquina se finalizó en solo 90 días, desde la concepción hasta la producción. Logró este corto período de tiempo bajo la dirección de Bill Sydnes, quien como miembro del grupo de trabajo de Bill Lowe hizo más tarde lo mismo para el IBM PC. Como sistema empresarial, IBM ofreció varios software de contabilidad básica para la pequeña empresa. Sin embargo, empresas como Core International, Inc diseñaron y apoyaron una amplia variedad de programas de aplicación.

## Modelo 3
El IBM 5110 Model 3 (también conocido como el IBM 5120) era la versión de escritorio del 5110.
El 5110 se retiró de la comercialización en marzo de 1982, pero IBM continuó dando soporte a la serie hasta mediados de los 80.